# Turneraceae
Turneraceae es una familia de plantas de flores que contiene 120 especies en 10 géneros. 
La mayoría de las especies son arbustos tropicales y subtropicales con unos pocos árboles. La mitad de las especies pertenecen al género Turnera que incluye la hierba damiana (T. diffusa, T. aphrodisiaca).
La familia Turneraceae ha sido incluida algunas veces en la familia Passifloraceae.

## Descripción
Son hierbas anuales o perennes, arbustos o árboles, con pelos simples, glandulares o porrecto-estrellados; plantas hermafroditas. Hojas simples, alternas, con nervadura pinnada, pecioladas. Flores actinomorfas, solitarias o a veces en racimos terminales o cimas axilares, profilos 2, generalmente opuestos; sépalos 5, pétalos 5, unguiculados, alternisépalos,  estambres 5, episépalos; anteras ditecas, dehiscencia longitudinal introrsa, ovario súpero,  estilos 3, cilíndricos. Cápsulas loculicidas, 3-valvadas; semillas albuminadas, exóstoma prominente, arilo hilar, en vivo carnoso, blanquecino, en seco membranáceo.
Hormigas de diferentes especies participan en la diseminación de las semillas y visitan con regularidad las plantas con nectarios foliares.

## Géneros
Adenoa

Erblichia

Hyalocalyx

Loewia

Mathurina

Piriqueta

Stapfiella

Streptopetalum

Tricliceras (Wormskioldia)

Turnera